# Spišský Hrhov
Spišský Hrhov je obec na Slovensku ležící v okrese Levoča.

## Poloha a přírodní podmínky
Obec leží v severní části Hornádské kotliny a na jižním úpatí Levočských vrchů. Pahorkatinná jihovýchodní část je převážně odlesněná, v severozápadní části, která zasahuje do Levočských vrchů, rostou jehličnaté lesy. Katastr obce se rozkládá mezi 440 a 840 metry nad mořem

## Historie
První písemná zmínka pochází z roku 1243 jako Gurgew, Gergew, později se objevuje pod názvy Gyrgow (1260), Gargov, Gurgo, Gurgeu (1278), Gargou villa Sclavonicalis (1280), Sclauonicalis, Teutonicalis Gargou (1320), Toutgergeu (1323), Thoutgargow, Nemetgargow (1342), Harkow (1773), Harkow (1786), Spišský Hrhov (1948); maďarsky Görgő; německy Gorg. Od roku 1260 do 19. století byl sídlem panství rodiny Görgeyů. Část obce vlastnilo v 16. století panství Spišského hradu, později Spišská Kapitula. Ve druhé polovině 19. století Görgeyové panství prodali rodině Csákyových, kteří zde postavili lihovar. V roce 2007 obec obdržela titul Dedina roku v národním kole soutěže.

## Pamětihodnosti
- Raněgotický římskokatolický kostel s renesanční věží. Původně šlo o dvoulodní chrám, v roce 1708 byl poškozen požárem, který zničil i původní věž. Obnovena byla jedna loď o délce 24 metrů s věží. Vybavení interiéru je převážně barokní.
- Kaštěl neobarokní z poloviny 19. století postavený na základech staršího objektu.